# 恰格林卡河
53°08′42″N 68°59′42″E / 53.145°N 68.995°E
恰格林卡河是哈薩克斯坦的河流，位於該國北部，流經北哈薩克斯坦州，處於首都努爾-蘇丹以北300公里，河道全長234公里，流域面積9,220平方公里，發源自哈薩克丘陵。

## 外部連結
- http://www.embkaztm.org/article/49 （页面存档备份，存于） |title = Регионы Казахстана
- http://www.zin.ru/animalia/coleoptera/xls/n-kaz.xls （页面存档备份，存于）